# سامي جهاد برمدا
سامي جهاد برمدا (بالإنجليزية: Sami J Barmada)‏؛ (1976) عالم وطبيب أعصاب أمريكي من اصول سورية، نال جائزة العالم الشاب من الجمعية الأمريكية للتحقيقات السريرية في عام 2014.

## النشأة والتعليم
ولد سامي عام 1976 في مدينه بيتسبرغ في الولايات المتحدة الأمريكية، حيث ترعرع ضمن عائلة كانت تؤمن إيماناً راسخاً بالتعليم، والده الدكتور بشر برمدا اختصاص جراحه صدريه، ووالدته الدكتورة ممدوحة الاحدب برمدا أخصائية علم الأمراض. اما جده فهو الدكتور محمود برمدا، ووالد جده مصطفي بك برمدا حاكم دولة حلب والرئيس الأعلى للقضاء السوري.
درس الطب في جامعه بيتسبرغ واكمل اختصاصه في جامعه واشنطن وتابع أيضا التخصص والتدريب في جامعة كاليفورنيا (سان فرانسيسكو).